# Тюрин, Михаил Ефимович
Михаи́л Ефи́мович Тю́рин (1897, с. Ново-Георгиевка, Оренбургская губерния — 12.5.1941, Алма-Ата) — деятель ГПУ/НКВД СССР, лейтенант государственной безопасности, начальник УНКВД Кустанайской области Казахской ССР. Входил в состав особой тройки НКВД СССР (внесудебного органа уголовного преследования).

## Биография
Родился в 1897 году в селе Ново-Георгиевка Оренбургской губернии в семье крестьянина-середняка. В 1910 году окончил 3 класса сельской школы. В 1916—1918 годах призывался в русскую армию и в её составе принял участие в Первой мировой войне.
С января 1920 года стал членом РКП(б) и далее его деятельность была связана с работой в структурах ВЧК−ОГПУ−НКВД.
- 1920—1922 годы — помощник начальника и начальник милиции Оренбургского уезда, начальник Оренбургской губернской проммилиции, начальник Оренбургского губернского УГРО, помощник начальника Центророзыска Киргизской АССР, начальник подотдела отдела милиции Оренбургской губернской милиции, начальник отдела Главмилиции Киргизской АССР.
- 1922—1926 годы — уполномоченный Полномочного представительства ГПУ по Киргизской—Казахской АССР.
- 1926—1928 годы — начальник отделения Акмолинского губотдела ГПУ.
- 1928—1930 годы — начальник отделения Акмолинского окротдела ГПУ, старший уполномоченный Экономического отдела Петропавловского окротдела ГПУ.
- 1931—1932 годы — начальник Петропавловского горотдела ГПУ, начальник Кзыл-Ординского райотдела ГПУ.
- 1932—1934 годы — начальник отделения Алма-Атинского облотдела ГПУ.
- 1934—1935 годы — начальник отделения УГБ УНКВД Алма-Атинской области.
- 1935—1936 годы — начальник Мирзояновского райотдела НКВД.
- 1936—1939 годы — заместитель начальника УНКВД Кустанайской области, исполняющий обязанности начальника УНКВД Кустанайской области, начальник УНКВД Кустанайской области. Этот период отмечен вхождением в состав особой тройки, созданной по приказу НКВД СССР от 30.07.1937 № 00447[2] и активным участием в сталинских репрессиях[3].

## Арест и расстрел
Арестован в апреле 1939 года. Приговорён 12 мая 1941 года к высшей мере наказания по статье 193-17 «б» (воинские должностные преступления — злоупотребление властью при наличии особо отягчающих обстоятельств) УК РСФСР Военным трибуналом войск НКВД Казахской ССР.
Расстрелян в день вынесения приговора в Алма-Ате.

## Награды
- 7.4.1936 — Почётный сотрудник госбезопасности